# Estación de Laredo
Laredo fue una estación de trenes que se encuentra en Laredo, Texas (EE. UU.). La estación era la terminal sur del Inter-American, el último tren de Amtrak que sirvió a Laredo, que funcionó desde 1973 hasta 1981.

## Historia
El International & Great Northern Railroad (I&GN) llegó a Laredo en 1881 y construyó un depósito de estructuras de madera.
En 1910, el edificio original se estaba deteriorando, y los lugareños lo llamaban "granero lleno de murciélagos", y el I&GN prometió un reemplazo moderno. El ferrocarril consideró convertirlo en un depósito sindical en asociación con los otros tres ferrocarriles de la ciudad, pero esa propuesta no se materializó.
Los planes requerían un gran depósito de ladrillos de dos pisos con servicios para pasajeros y un restaurante en el primer piso y oficinas en el segundo. Para agosto de 1912, se habían construido las paredes del nuevo edificio. El depósito abrió en la primavera de 1913 a un costo de alrededor de $35,000 dólares. Fue el primer depósito en Texas en presentar una plataforma cubierta envolvente en todos los lados del edificio. Esta es la estructura que sigue en pie hoy en día. La estación fue diseñada originalmente para ser segregada racialmente, con instalaciones separadas para pasajeros blancos y negros.
El I&GN se convirtió en parte de Missouri Pacific Railroad el 1 de marzo de 1956. Bajo el mando de Missouri Pacific, la estación de Laredo fue servida por South Texas Eagle, una sección del Texas Eagle, con servicio directo a San Antonio, Austin y San Luis. El servicio directo del Águila Azteca estaba disponible para Nuevo Laredo y la Ciudad de México en México, operado por Ferrocarriles Nacionales de México a través del Puente Internacional del Ferrocarril Mexicano de Texas.
El servicio a México terminó en enero de 1969. El Texas Eagle se truncó en San Antonio el 31 de mayo de 1969, poniendo fin a todos los trenes de pasajeros a Laredo.

### Amtrak
El servicio a la estación de Laredo se reanudó el 27 de enero de 1973, cuando Amtrak estableció el nter-American entre Laredo y Fort Worth. La ruta se extendió hacia el norte hasta San Luis en 1974 y más allá hasta Chicago en 1976. El tren nunca brindó un servicio directo a México, pero los pasajeros podían transferirse a los trenes de Ferrocarriles Nacionales de México cruzando la frontera hacia Nuevo Laredo.
El 1 de octubre de 1981, Amtrak truncó el Inter-American a San Antonio y lo renombró Eagle (más tarde Texas Eagle). La medida separó a Laredo de la red de Amtrak y finalizó el servicio por segunda y última vez.

### Servicio posterior
El servicio ferroviario de pasajeros regresó brevemente a Laredo de 1986 a 1989 con el Tex-Mex Express a Corpus Christi, que se detuvo en una estación diferente. El tren solo circulaba los fines de semana de verano y no conectaba con la red ferroviaria nacional.

## Arquitectura
Cuando se construyó, el edificio de dos pisos medía 105 m de largo, 23 m de ancho y 18 m de alto, incluida una torre central que se elevaba 6,7 m por encima del techo. Descrito como "diseño de misión comprometida", fue construido con ladrillo pulido y hormigón armado, y con techo de tejas españolas. Con el apoyo de columnatas, los aleros del techo se extendían mucho más allá del edificio en todos los lados para albergar a los pasajeros que esperaban.